# Novosilkî-Hostînni, Sambir
Novosilkî-Hostînni (în ucraineană Новосілки-Гостинні) este localitatea de reședință a comunei Novosilkî-Hostînni din raionul Sambir, regiunea Liov, Ucraina.

## Demografie
Componența lingvistică a localității Novosilkî-Hostînni
     Ucraineană (99,86%)
     Alte limbi (0,07%)
Conform recensământului din 2001, majoritatea populației localității Novosilkî-Hostînni era vorbitoare de ucraineană (99,86%), existând în minoritate și vorbitori de alte limbi.